# Garlande
Die Familie Garlande, lat. Garlanda, dt. auch Garland, spielt in der ersten Hälfte des 12. Jahrhunderts im Königreich Frankreich eine wesentliche Rolle, gelingt es doch mehreren Geschwistern dieser Familie gleichzeitig, in höchste Hofämter aufzusteigen und damit die Politik in der Krondomäne entscheidend zu beeinflussen. 

## Geschichte
Die Ursprünge der Politiker-Familie Garlande, vermutlich eine Seitenlinie des Geschlechts der Garlandes von Garlande-en-Brie, liegen weitgehend im Dunklen. Über die Vorgeneration der politisch so erfolgreichen Garlande-Söhne herrscht reichlich Konfusion. Ihr Vater wird in unterschiedlichen Publikationen z. T. als Gilbert I., z. T. als Adam pincerna, in anderen Genealogien auch als Wilhelm I., Herrn von Chantilly, bezeichnet. Es gibt darüber keine Sicherheit, allerdings weisen Urkunden aus Saint-Martin-des-Champs einen gewissen Adam als Vater und einen Alberich als weiteren Vorfahren aus. Ungewöhnlich erscheint, dass zwei der Garlande-Brüder gleichzeitig den Namen Gilbert getragen haben. Vielleicht gab dies Anlass zur Namensverwechslung mit dem Vater.
Das Stammschloss der Politiker Garlande liegt in Livry-en-l’Aunoye, später gehört die Burg Gournay-sur-Marne zu ihrem Fundus. Der Herr von Garlande und seine Söhne schaffen aus unbedeutenden Anfängen heraus den Aufstieg in die höchsten Hofämter: Der Vater ist zunächst königlicher Mundschenk, sein Sohn Gilbert avanciert um 1100 unter König Philipp I. zum Seneschall von Frankreich. Es gelingt dem Senior, in seiner Nachfolge auch seine weiteren Söhne am Hof zu etablieren: Nach seinem Tod im Jahr 1101 folgt ihm Anselm von 1101 bis 1104 und 1107 bis 1118 ins Amt. Anselm wird ab 1108 bis 1118 Seneschall, danach sein Bruder Wilhelm für zwei Jahre. Bruder Gilbert Paganus ist unter König Ludwig VI. von 1112 bis 1127 königlicher Mundschenk. Am Weitesten avanciert der Sohn Stephan von Garlande, er ist von 1108 bis 1127 und dann wieder von 1132 bis 1137 Kanzler, von 1120 bis 1127 auch Seneschall. Daneben ist er hochrangiger Kleriker, vorübergehend Bischof von Beauvais, ab 1104 Archidiakon von Paris, ab 1111 Dekan von Sainte-Geneviève bei Paris und später auch in mehreren Kirchen in Orléans, Sens und Étampes. 

## Wichtige Vertreter
- Gilbert I. von Garlande, Mundschenk bis 1099 (Wilhelm I.? Adam?)
- Gilbert II. von Garlande, Seneschall bis 1101 
  - Anselm von Garlande, Herr von Gournay-sur-Marne, Mundschenk 1101–1108, Seneschall 1108–1118, † 1118 im Krieg gegen Hugo III. von Le Puiset ⚭ NN de Montlhéry, Tochter Guidos II. de Montlhéry, Graf von Rochefort und Seneschall 1104–1108
    - Agnes von Garlande (* wohl 1122; † 1143), ⚭ I Amalrich III. von Montfort, 1118 Graf von Évreux, Bruder der Bertrada von Montfort, 1092–1104 Ehefrau König Philipps I. (Haus Montfort-l’Amaury), ⚭ II 1139/41 Robert I. der Große, Graf von Dreux und Le Perche (* wohl 1123; † 11. Oktober 1188), Sohn König Ludwigs VI. von Frankreich

  - Wilhelm (II.) von Garlande, Seneschall 1118–1120 († 1120), ⚭ Helisendis
  - Stephan von Garlande († 1147), Seneschall 1120–1127, Kanzler 1108–1127 und 1132–1137
  - Gilbert Paganus († nach 1126), Mundschenk 1112–1127, zusammen mit Stephan abgesetzt, ⚭ Eustachia
    - Manasses de Garlande, Bischof von Orléans 1146–1185

## Anmerkung
1. ↑  Vgl.: Éric Bournazel: Le gouvernement capétien au XIIe siècle, 1108–1180. PUF, Paris 1975, S. 35–40.